# Jacob Donche
Jacob Donche (waarschijnlijk Alveringem, 1420-1425 - Dendermonde, 30 juli 1492), was onder andere watergraaf en moermeester van Vlaanderen, raadsheer in de Raad van Vlaanderen en hoogbaljuw van Dendermonde.

## Levensloop
Hij werd geboren als zoon van Jacob Donche (sr.) en Christine Zoetooms. Op negentienjarige leeftijd (1451) trouwde hij met Marie Boudins (†Gent, 26 februari 1473). Deze was zuster van de voorname Gentse rechtsgeleerde Pieter Boudins. Met haar kreeg hij twee zonen: Lieven Donche (ca. 1450 - Dendermonde ?), die later priester werd en mogelijk een Reinout Donche.
Na haar dood hertrouwde hij in juli 1473 met Philippa Utenhove (ca.1455 -Dendermonde 5 september 1541. Voor dit laatste huwelijk schonk de Kasselrij Veurne hem 100 pond en de Kasselrij Ieper 12 pond.

## Carrière

### Vroege carrière (jaren 1450-1460)
Hij verhuisde na zijn huwelijk in 1451 naar Gent. Daar werd hij al snel secretaris van de Schepenbank van Gedele. Al even snel werd hij uit zijn functie gezet door opstandige Gentenaren die tegen iedereen waren die hertoggezind was. Nadat deze de Slag om Gavere verloren kon hij in 1453 zijn functie opnieuw opnemen. Hij zette een stap naar boven want in 1457 werd hij secretaris in de Raad van Vlaanderen. In 1463 werd hij daar commissaris.
Daarnaast was hij van 1468 tot 1471 ontvanger-generaal van Vlaanderen voor het kwartier van Gent. Hij was ook zowel in de jaren 1460 als vroege jaren 1470 vaak commissaris voor wetsvernieuwingen in Gent en vele andere steden en kasselrijen in Vlaanderen.

### Verdere carrière (jaren 1470)
In 1473 werd hij raadsheer in de Raad van Vlaanderen, het hoogste rechtscollege van het graafschap. In datzelfde jaar werd hij ook watergraaf en moermeester van het Graafschap Vlaanderen. Als watergraaf stond hij in voor het algemeen en dagelijks bestuur binnen een ingepolderd gebied, maar moest ook zorgen dat het gebied steeds beschermd was voor overstromingen en dijkbreuken. Een moermeester is dan weer iemand die moest toezien op de vervening van moerassen. Turf uit venen halen was vroeger een lucratieve bezigheid omdat dit een van de belangrijkste brandstoffen was.
In dienst van hertogin Margaretha van York was hij haar meester van de camere van penninghen (vanaf 30 april 1476). Hij was dus vertegenwoordiger-rapporteur van de hertogin en trad in die hoedanigheid op naast de Heren van Vere, Gruuthuuse, d’Esquerdes, Clugny, etc. Dit bewijst  hoezeer hij het vertrouwen van het hof genoot en hoe groot zijn aanzien was.
Tussen 12 mei 1475 en 12 mei 1476 liet hij als watergraaf werken uitvoeren aan het kanaal de Oostvaart. In september 1476 verkocht hij een leen van 189 gemeten (83 ha.) aan het kapittel van Doornik, gelegen op de plaats Brugge-Polder in Saeftinghe. Dit bracht 28 pond per jaar op. In datzelfde jaar trad hij in de vergadering van Staten-Generaal ook op als vertegenwoordiger van de hertog.
Na de dood van Karel de Stoute in 1477 werd hij in Gent op de lijst der bannelingen geschreven. Margaretha van York stuurde hem echter in mei 1477 naar Engeland om aan de koning daar te vragen om gezanten naar het Bourgondisch hof, om hem in te lichten over de intriges van de Franse koning Louis XI, over de opstandelingen in Gent en over haar onderhandelingen met Maximiliaan van Oostenrijk. In april 1488 werd hij voor de derde maal slachtoffer van de woede van de opstandige Gentenaren, ze braken toen zelfs zijn huis ten gronde af. In 1489 werd hij door keizer Maximiliaan op de lijst gebracht van zijn aanhangers die volgens het verdrag van Montils-lès-Tours (30 oktober 1489) een vergoeding voor geleden oorlogsschade kregen.
In zijn laatste levensjaren, vanaf 1477 tot in 1487, was hij hoogbaljuw van Dendermonde. Hij kon hierdoor mensen vasthouden, onderzoeken bevelen, etc. Hij overleed in 1492 en werd onder een grafsteen begraven in de Onze-Lieve-Vrouwekerk in Dendermonde.

## Zegel
Jacob Donche gebruikte een zegel met daarop zijn wapenschild: in hermelijn een roskam met 3 vijfpuntige sterren, het schild opgehouden door ineengestrengelde draken.

## Verluchte handschriften
Van hem is een getijdenboek (gebedenboek) bewaard, vermoedelijk opgemaakt ter ere van zijn 2e huwelijk. Uit 1476 is er ook nog een ander met miniaturen verlicht handgeschreven boek bewaard (een Franstalige vertaling van de commentaren van Caesar over de Gallische oorlog). Het eerste bevindt zich in de Denison Library van het Scripps College in Claremont, Californië en het tweede in de Yale-universiteit.